# Пушкин, Григорий Александрович (1835—1905)
Григо́рий Алекса́ндрович Пу́шкин (14 [26] мая 1835 год, Санкт-Петербург — 15 [28] августа 1905 год, Маркутье под Вильной) — русский офицер, затем мировой судья, младший сын великого русского поэта и прозаика Александра Сергеевича Пушкина.

## Биография
Родился 14 (26) мая 1835 года в Петербурге, крещен 22 июня в церкви св. Иоанна Предтечи на Каменноостровском проспекте. Восприемники: В. А. Жуковский и Е. И. Загряжская. Окончил Пажеский корпус. Вышел в отставку в чине подполковника (1865); статский советник (1866). В середине 1870-х годов Г. А. Пушкин «определением правительствующего Сената» утверждается в должности почетного мирового судьи по Опочецкому уезду. До окончательного ухода в отставку в 1895 году (в чине статского советника) он исполнял обязанности и присяжного заседателя Петербургского окружного суда.
Жил с 1860-х годов в Михайловском Псковской губернии. Полным хозяином имения стал с февраля 1870 года, когда между ним и старшим братом Александром в Ковно был заключён раздельный акт.
В 1870—1880-х годах жил в Петербурге, на Большой Конюшенной улице, в доме 7/14.
В 1883 году женился на Варваре Алексеевне Мошковой, урождённой Мельниковой. До 1899 года проживал с женой в Михайловском.

Григорий Александрович обустроил кабинет отца, некоторыми деталями напоминающий «кабинет Онегина», где и хранились вещи Пушкина, его книги. По сути дела, это был первый мемориальный уголок, увековечивающий память поэта. Именно этот интерьер и запечатлен на известной картине Н. Н. Ге «Пушкин и Пущин в Михайловском», созданной в 1875 г. Версия отцовского кабинета Г. А. Пушкина безоговорочно принята музейными работниками…

В 1880-е годы подарил библиотеку отца Румянцевскому музею. В 1899 году переселился в имение жены Маркутье под Вильной (лит. Markučiai), где и умер 15 (28) августа 1905 года.

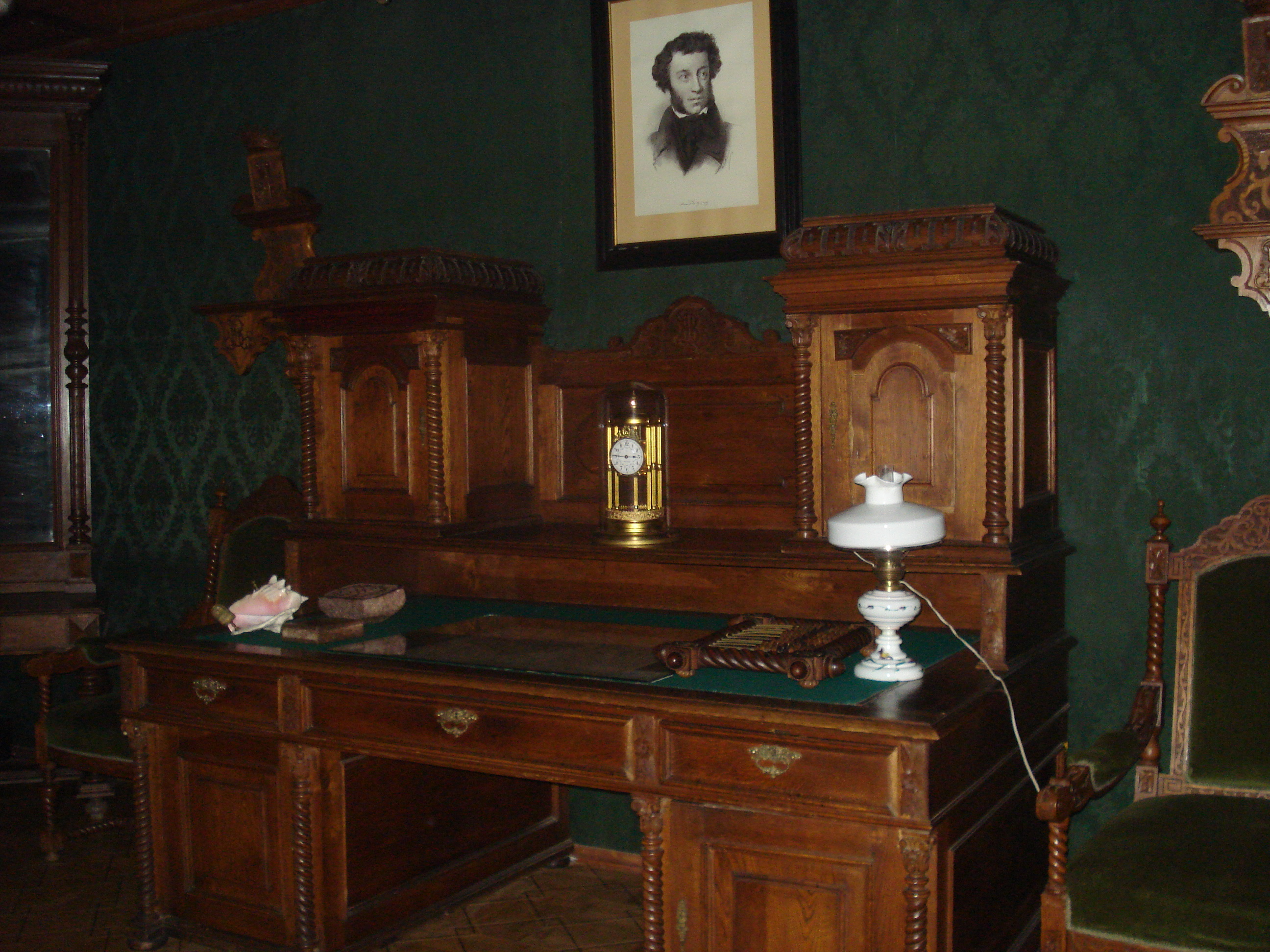
Кабинет Григория Пушкина в усадьбе Маркучяй

В годы жизни в Маркутье Григорий Пушкин состоял членом Виленской судебной палаты. Вместе с женой он принимал участие в общественной жизни Вильны, устраивая благотворительные вечера, материально поддерживая и опекая бедных учеников гимназии. Григорий Пушкин входил в состав юбилейного комитета по празднованию столетия со дня рождения А. С. Пушкина в Вильно. Досуг он посвящал чтению разнообразной литературы и охоте.
Правда, сын не унаследовал отцовских талантов, но заботливо берёг память о своем великом отце, его верной помощницей в этом благородном деле была его жена, Варвара Мельникова.

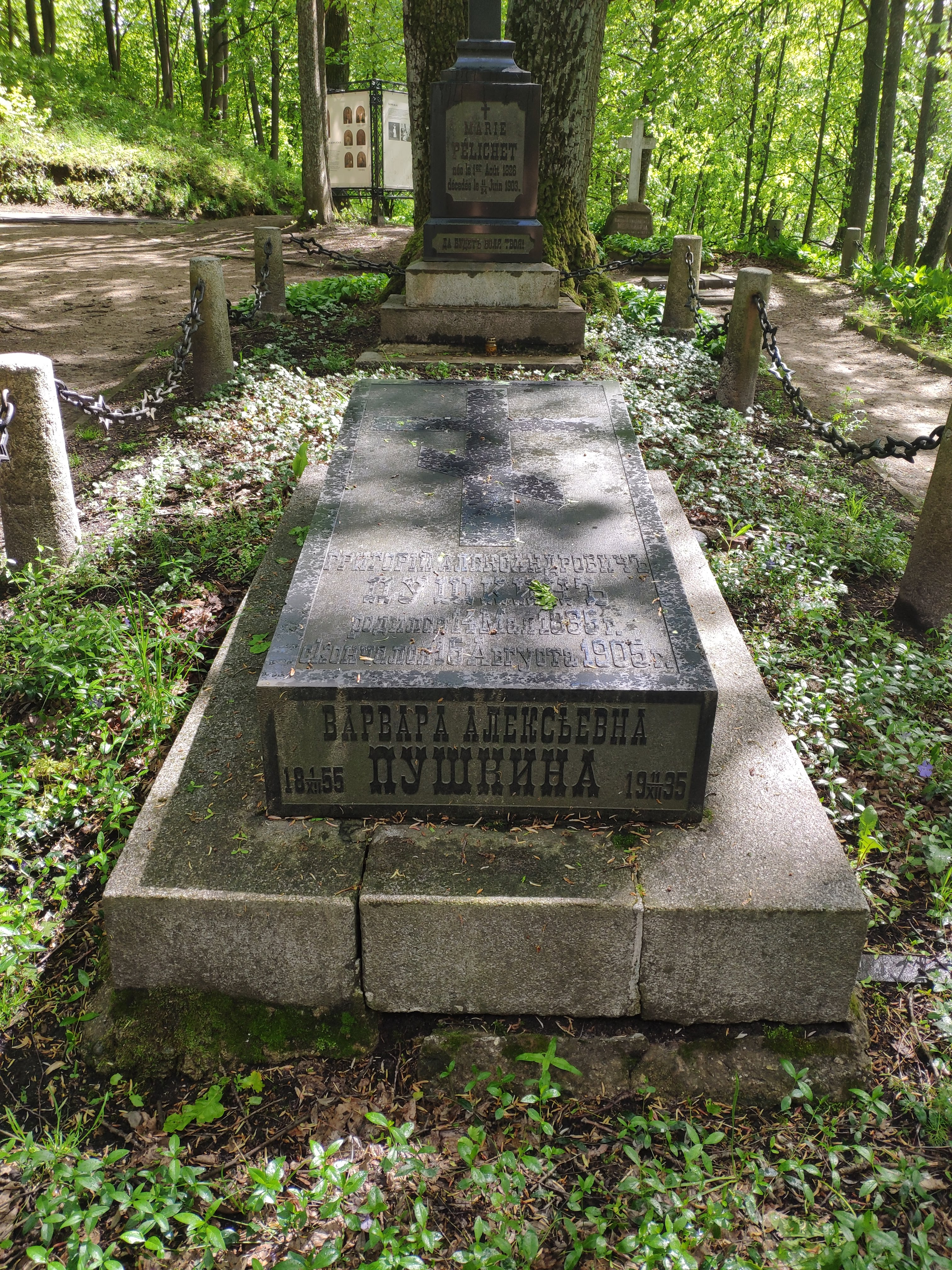
Могила Григория и Варвары Пушкиных

Похоронен в парке при усадьбе, рядом с часовней Св. Варвары. В усадьбе действует музей, значительную часть экспозиции которого составили личные вещи Г. А. и В. А. Пушкиных.